# スウェーデン国立宇宙委員会
スウェーデン国立宇宙委員会（スウェーデン語: Rymdstyrelsen、英:Swedish National Space Board - SNSB）はスウェーデンの宇宙機関。スウェーデン産業・雇用・通信省の管理下にある。スウェーデン教育科学省より研究のための資金提供を受けている。
SNSBは政府補助金を研究開発に分配し、リモートセンシング分野において研究開発を始め、国際協力においてスウェーデン側の交渉・連絡係を務める。SNSBでは17人の従業員がおり、ストックホルム都市部のソルナに事務所がある。

## 宇宙計画
スウェーデンの宇宙計画は主に国際協力の下実行される。年間予算のおよそ60%が欧州宇宙機関の計画に使われる。

### 人工衛星ミッション
- バイキング  (1986–1987) -磁気圏と電離層でプラズマプロセスの調査
- Freja (1992–1995)　宇宙物理研究の第二号。
- Astrid 1 (1995)　宇宙物理学。小型人工衛星
- Astrid 2 (1998–1999)　宇宙物理学。小型人工衛星
- Odin (2001—) 天文学と大気科学研究用のスウェーデン-カナダ-フィンランド-フランスの衛星。
- Prisma (2010-) ランデブー飛行用の実験機。

## 会長
| 年        | 名前            |
| --------- | --------------- |
| 1972–1979 | Hans Håkansson  |
| 1979–1989 | Jan Stiernstedt |
| 1989–1998 | Kerstin Fredga  |
| 1998–2009 | Per Tegnér      |
| 2009—     | Olle Norberg    |